# Sigfrid Arnell
Vilhelm Sigfrid Arnell, född den 5 mars 1895 i Gävle, död den 26 oktober 1970 i Uppsala, var en svensk läkare och botaniker. Han var son till Wilhelm Arnell.
Arnell avlade studentexamen i Uppsala 1913, medicine kandidatexamen vid Uppsala universitet 1917 och medicine licentiatexamen vid Karolinska institutet i Stockholm 1922. Han promoverades till medicine doktor vid Karolinska institutet  och till filosofie hedersdoktor vid Uppsala universitet 1958. Arnell var föreståndare för röntgenavdelningen vid Bodens garnisonssjukhus 1925–1927 och överläkare på röntgenavdelningen vid Gävle lasarett 1927–1960. Han publicerade Myelography with Water-Soluble Contrast (doktorsavhandling, 1949), Hepaticæ of Fennoscandia (1957) och Hepaticæ of South Africa (1963). Arnell blev riddare av Nordstjärneorden 1944. Han vilar på Uppsala gamla kyrkogård. Auktorsnamnet S.W.Arnell kan användas för Sigfrid Arnell i samband med ett vetenskapligt namn inom botaniken; se Wikipediaartiklar som länkar till auktorsnamnet.